# Осьмаки (Корюківський район)
Осьмаки́ — село в Україні, у Менській міській громаді Корюківського району Чернігівської області. Населення становить 625 осіб. До 2016 орган місцевого самоврядування — Осьмаківська сільська рада. Нині село входить до Менської ОТГ.
Розташоване на обох берегах річки Мена за 15 км від центру громади та залізничної станції Мена.

## Історія
Поблизу і на околицях Осьмаків виявлені поселення епохи неоліту і бронзи (V—IV і  II тисячоліття до н. е.), ранньослов'янське поселення — перших віків і давньоруське  (X—XIII століть).
За переказами селян село Осьмаки засновано в кінці XVII ст.. (1680—1690 рр.) внаслідок переселення селян-кріпаків поміщиком Магденком з Полтавщини. Переселення було викликане тим, що сам поміщик, який володів землями, де розташований населений пункт Осьмаки, переїхав на постійне місце проживання.
Не далеко від р. Десни на березі її невеликої притоки руками кріпаків в мальовничій місцевості виріс поміщицький будинок, а на лівому березі ріки з'явилися підсліпуваті маленькі селянські хатинки. Кріпаків вигравали в карти, дарували, вимінювали, тим самим збільшуючи їх чисельність.
Згідно переказів і легенд, трудолюбиві селяни на невеличких клаптиках землі, біля своїх хатинок сіяли багато маків. І ось, одного літнього ранку, коли цвіли маки, через населений пункт на шестірці коней проїжджав поміщик. Він замилувався квітучими маками і вигукнув: «Ось, маки!». Це сполучення двох слів і стало підґрунтям для назви населеного пункту. Згідно з іншою версією, назва села походить від першопоселенця на ім'я Осьмак, за іменем якого воно і було названо.
В іншій легенді розповідається про те, що слово «Осьмаки» походить від слова «Восьмаки», так навколишніх жителів називали за те, що мірчук брав восьму частину.
Лише на початку ХІХ ст. село почало чисельно зростати. Вже у 1810 р. число жителів становило 464 особи. У 1852 р. у селі було 116 дворів. А перед реформою 1861 р. що скасувала кріпосне право в 1860 р. у селі проживало 601 особа. За іншими даними, вже в 1859 році в селі налічувалося 116 дворів і 1099 жителів. В 1897 р. було 178 дворів та 1044 особи.
У 1815 р. була збудована дерев'яна Миколаївська церква, яка згоріла.
В 1855 році була заново збудована церква. За іншими даними, нова церква була збудована у 1895 р. В селі функціонувала земська школа.
Осьмаківці були власністю поміщиків Магденка та Затеркевича. Як розповідають старожили з особливою ненавистю до кріпаків ставилась жінка Затеркевича, бариня, як її називали в селі. В лютій ненависті до своїх кріпаків вона доходила до вбивства. Так зі слів Володька Прока Філатовича відомо, що у 1853 році бариня зарубала лопатою свою кріпачку Пискун Матрену за те, що та дозволила собі в присутності барині виразити невдоволення тяжкою працею під час риття канави. На той час жінка була вагітною. Інший факт, що свідчить про жорстокість поміщиці був такий: під час весняної повені в річці розвелося багато жаб, поміщиця Затеркевич примушувала  своїх кріпаків ходити на березі річки і довгими лозинами ганяти жаб, щоб вони жаб'ячим концертом не заважали їй спати.
Той викуп, який був встановлений селянам за «одержання» землі у 1861 році, викликав невдоволення. Викуп за землю, а також залякування селян з боку поміщика Затеркевича сколихнули селян. Поміщик залякував селян тим, що отримавши землю, не маючи жодного реманенту, вони не зможуть обробити її. Для примирення селян було прислано солдат. Більша частина кріпаків після реформи залишилися дворовими селянами. Одним з таких дворових селян був Володько Лаврін, що залишився «вільним» і від землі, і від садиби. Він був проданий Бобирю разом із землею і потрапив до с. Данилівка. Через деякий час Бобир вигнав його з двору і Лавріну довелося повертатися в Осьмаки і просити сільську громаду, щоб його прийняли в сільську общину. На той час ще були в селі старі хатини, які залишилися з періоду лютування холери і пустували.
Селяни відробляли викупні платежі за землю. 
У 1905 році відбувся виступ селян проти поміщика, організаторами якого були Андрій Ведмідь, Онисим Ведмідь, Маркей Омеляненко, Семен Сливко. У вересні, вночі, було зруйновано і розкидано нову огорожу навколо поміщицької садиби, яку щойно зробив селянин Притула Лаврін. Вранці 7 вересня цього ж року на вулицях було знайдено друковані листівки з закликам до селян розгромити поміщицькі маєтки і відмовитися від викупів і від самих поміщиків. 
Під час подій 1917-1920 років село кілька разів переходило із рук в руки. Остаточно ствердилась більшовицька окупація.
7 вересня 1941 р. німці ввійшли в село. В селі був утворений поліцейська дільниця. Старшим поліцаєм був Кожедуб Василь, а потім Чуб Митрофан Пилипович.
18 вересня через село пройшли останні загони окупантів, пограбувавши багато селянських родин. 19 вересня 1943 року о 16 год. в село ввійшли старі окупанти - частини Радянської армії.
Під час тимчасової окупації гітлерівцями села (7 вересня 1943 р. – 19 вересня  1943 р.) загарбниками було знищено 6 жителів, вивезено на різні роботи в Німеччину 30 осіб. Дейко Степан Захарович, Песоцький Зосим, Фесенко Адріян загинули в гестапівських катівницях в Мені.
На фронтах Другої світової війни перебувало 321 осьмаківець, 185 з них нагороджені орденами і медалями, 165 чоловіків - загинуло.
Після реокупації почали відроджувати тваринницьку ферму, роботу сільського клубу, було освоєно всю посівну площу в колгоспі. Про зростання прибутків і неподільного фонду в колгоспі свідчать такі цифри:
| Рік  | Рік    | Прибуток (в крб.) | Неподільний фонд (в крб.) | Неподільний фонд (в крб.) |
| 1949 | 1949   | 74224             | 8120                      | 8120                      |
| 1955 | 1955   | 508608            | 122755                    | 122755                    |
| 1959 | 1959   | 1807776           | 266290                    | 266290                    |
| 1960 | 1960   | 1755920           | 164307                    | 164307                    |
| 1961 | 245693 | 245693            | 245693                    | 28378 в нових грошах      |
| 1962 | 265111 | 265111            | 265111                    | 24873 в нових грошах      |
|      |        |                   |                           |                           |

Збільшувалася видача грошей на трудодні. Ця ганебна оплата праці зберігалась і в  1955 році  - видано на трудодні 236257 крб., 1959 р. 353004 крб., 1961 р. — 83689 крб. (в нових грошах), а в 1962 р. — 104432 крб.
Колгосп «Нове життя» мав всього 2192,4 га землі. З них 888 га орної, 952 га пасовищ, 49,7га садів, 212,7 га інших угідь. Основними культурами були озиме жито і пшениця, ячмінь, овес, картопля. Лише після Пленумів ЦК КПРС та з'їздів і інших рішень Партії та Уряду про піднесення сільського господарства головними культурами стали кукурудза, цукрові буряки та бобові.
У 1962 р. врожайність основних культур становила: зернових — 15 ц з 1 га, кукурудзи — 32 ц з 1 га, цукрові буряки — 243 ц з 1 га, картопля — 147 ц з 1 га.
Найкращих показників досягла бригада № 2 (бригадир Кравченко П. О.).
Зросла продуктивність і громадського тваринництва. На фермі на кожні 100 га землі припадало 44 голови рогатої худоби, з них 17 корів, 68 свиней та 25 овець.
В сільській восьмирічні школі у 1962—1963 навчальному році навчалося 162 учні. Працювало 14 вчителів (директор Мефоденко Іван петрович, вчителі Руденко Олена Яківна, мельник Ефросинія Миколаївна, Кіяшко Ольга Дмитрівна, Шамрук В'ячеслав Дмитрович). На той час на селі було 14 мотоциклів, 300 велосипедів, 5 телевізорів. Працював фельдшерсько-акушерський пункт, 2 бібліотеки. Книжковий фонд сільської бібліотеки нараховував 6074 книги. Обслуговувалося 321 читач. Окремі селяни мали власні бібліотеки.
У колгоспі практикувалося видання пенсій старим колгоспника і тим, що втратили працездатність. У 1960 р. було видано 4573 крб. пенсії і допомоги. У 1961 р. (в нових грошах) — 1062 крб., в 1962 р. — 1583 крб. З державного бюджету одиноким і багатодітним матерям видано допомоги в 1961 р. — 1721 крб., а в 1962 р. — 1545 крб.
За період з 1953 по 1963 рік в селі збудовано 97 будинків колгоспників. Солом'яні стріхи замінили на шиферні, залізні та черепичні. З тваринницьких приміщень побудовано 4 скотарники, 4 свинарники. В 1962 р. завершено електрифікацію села. В селі побудовано електростанцію на 50 кВт. Ще в 1954 р. завершено радіофікацію. Щомісяця демонструвалося 14 кінокартин для дорослих та 10 для дітей. в село надходило 479 екземплярів газет та 254 журнали. У колгоспі «Нове життя» діяли дитячі ясла на 50 дітей.
З 1974 року, кілька років с. Осьмаки входило до складу бірківського колгоспу «Родина», а потім був відновлений колгосп «Нове життя», який в свою чергу в 1995 році було реорганізовано в однойменне колективне сільськогосподарське підприємство. У 2000 р. КСП реформовано в ТОВ, у користуванні якого знаходились 1046 га с/г угідь, із них орної — 482 га. Крім того, на території сільради знаходилось 1 фермерське господарство, у користуванні якого 20 га угідь.
В осьмаках була загальноосвітня школа (приміщення збудовані 1898 р) I—II ступенів (78 учнів і 19 учителів). 13 листопада 2008 р. школа згоріла. Також в селі є будинок культури, бібліотека, кафе, два магазини, фельдшерсько-акушерський пункт, дерев'яна Миколаївська церква.  
Споруджені пам'ятник воїнам-односельцям, які віддали життя в боях із нацистами, а також обеліск на могилі рядянських вояків, що загинули при обороні села в 1941 р.
Станом на 1.01. 2000 в Осьмаках нараховувалося 256 дворів і проживало 638 осіб.
Уродженцем села є М. Г. Чуб — кандидат економічних наук, проректор Львівського торгово-економічного інституту; кобзар Пилип Христенко-Горбань.
12 червня 2020 року, відповідно до розпорядження Кабінету Міністрів України № 730-р «Про визначення адміністративних центрів та затвердження територій територіальних громад Чернігівської області», увійшло до складу Менської міської громади.
19 липня 2020 року, в результаті адміністративно-територіальної реформи та ліквідації Менського району, село увійшло до складу Корюківського району.

## Роди
В 1858 р. місцева козацька громада складалася з трьох осіб (всі мали прізвище Хоцько).